# TPMT
TPMT (англ. Thiopurine S-methyltransferase) – білок, який кодується однойменним геном, розташованим у людей на короткому плечі 6-ї хромосоми. Довжина поліпептидного ланцюга білка становить 245 амінокислот, а молекулярна маса — 28 180.
| 10         |  | 20         |  | 30         |  | 40         |  | 50         |
| ---------- |  | ---------- |  | ---------- |  | ---------- |  | ---------- |
| MDGTRTSLDI |  | EEYSDTEVQK |  | NQVLTLEEWQ |  | DKWVNGKTAF |  | HQEQGHQLLK |
| KHLDTFLKGK |  | SGLRVFFPLC |  | GKAVEMKWFA |  | DRGHSVVGVE |  | ISELGIQEFF |
| TEQNLSYSEE |  | PITEIPGTKV |  | FKSSSGNISL |  | YCCSIFDLPR |  | TNIGKFDMIW |
| DRGALVAINP |  | GDRKCYADTM |  | FSLLGKKFQY |  | LLCVLSYDPT |  | KHPGPPFYVP |
| HAEIERLFGK |  | ICNIRCLEKV |  | DAFEERHKSW |  | GIDCLFEKLY |  | LLTEK      |

A: Аланін

C: Цистеїн

D: Аспарагінова кислота

E: Глутамінова кислота

F: Фенілаланін

G: Гліцин

H: Гістидин

I: Ізолейцин

K: Лізин

L: Лейцин

M: Метіонін

N: Аспарагін

P: Пролін

Q: Глутамін

R: Аргінін

S: Серин

T: Треонін

V: Валін

W: Триптофан

Кодований геном білок за функціями належить до трансфераз, метилтрансфераз, фосфопротеїнів. 
Задіяний у такому біологічному процесі, як ацетилювання. 
Білок має сайт для зв'язування з S-аденозил-L-метіоніном. 
Локалізований у цитоплазмі.